# Jezersko
Jezersko (allemand : Seedorf in der Zips) est un village de Slovaquie situé dans la région de Prešov.

## Histoire
La première mention écrite du village date de 1611.

## Démographie

### Évolution de la population
| Année:               | 1994. | 2004.    | 2014.   | 2024.    |
| -------------------- | ----- | -------- | ------- | -------- |
| Nombre de personnes: | 102   | 118      | 111     | 74       |
| Différence:          |       | +15,68 % | -5,93 % | -33,33 % |

| Année:               | 2023. | 2024.   |
| -------------------- | ----- | ------- |
| Nombre de personnes: | 73    | 74      |
| Différence:          |       | +1,36 % |